# International Association for Bridge and Structural Engineering
Die International Association for Bridge and Structural Engineering (IABSE), wortgetreu übersetzt Internationale Vereinigung für Brücken- und Konstruktiven Ingenieurbau, ist eine weltweite wissenschaftlich-technische Fachvereinigung des Ingenieurbauwesens. Die offizielle deutschsprachige Bezeichnung ist, inhaltlich umfassender, Internationale Vereinigung für Brücken- und Hochbau (IVBH).

## Aktivitäten
Thematisch befasst sich die Organisation mit dem gesamten Spektrum des Ingenieurbaus, unabhängig vom konstruktiven Material: Planung, Gestaltung, Konstruktion, Bauausführung und Bauüberwachung, Inspektion, Instandhaltung, Sanierung und Erhaltung, Abbruch und Rückbau von Bauwerken.

### Veröffentlichungen
Technische Informationen der IABSE zu einzelnen Themen werden in den Structural Engineering Documents (SED) veröffentlicht, Arbeitsergebnisse in den IABSE Reports, IABSE Conference Reports und IABSE Congress Reports. Die Verbandspublikation des IABSE ist das vierteljährlich erscheinende Journal Structural Engineering International (SEI). Außerdem betreibt die IABSE eine E-Learning-Plattform.

### Young Engineers Programme
Im Young Engineers Programme (YEP) der IABSE sind Mitglieder im Alter bis zu 35 Jahren organisiert. Das YEP unterstützt die Belange des Berufsnachwuchses und verleiht auf dem jährlichen IABSE Symposium den mit einem Preisgeld dotierten Outstanding Contribution Award für herausragende Beiträge junger Ingenieure.

### BAZAAR
BAZAAR (Briefings About Structural Applications And Research) ist eine Begleitveranstaltung zum jährlichen IABSE-Symposium, auf der seit 1997 die technischen Inhalte aus der Arbeit der IABSE-Kommissionen den Symposiumteilnehmern in der Art einer Messe vorgestellt werden, um eine breitere Öffentlichkeit zu erreichen.

### Auszeichnungen
Der Verein verleiht mehrere Auszeichnungen:
- die Ehrenmitgliedschaft (Honorary Member)
- den International Award of Merit in Structural Engineering für außerordentlich bedeutende Beiträge im Bereich Konstruktiver Ingenieurbau, mit besonderem Blickwinkel auf deren gesellschaftliche Nützlichkeit; erstmals 1976 verliehen
- den IABSE-Preis (IABSE Prize) für außerordentliche Fortschritte im Bereich Konstruktiver Ingenieurbau an Mitglieder bis zum Alter von 40 Jahren, die noch am Beginn ihrer Berufslaufbahn stehen; erstmals 1983 verliehen
- den Outstanding Paper Award für den Autor der herausragendsten schriftlichen Arbeit, die im vorhergehenden Jahr im Journal Structural Engineering International veröffentlicht wurde; erstmals 1991 verliehen
- den Outstanding Structure Award für das bemerkenswerteste, innovativste, kreativste oder auf andere Weise Aufsehen erregende Bauwerk der letzten Jahre. Die in unregelmäßigen Abständen verliehene Auszeichnung geht sowohl an den Ingenieur als auch an den oder die Architekten, das ausführende Unternehmen und den Eigentümer; das Bauwerk wird mit einer Plakette gekennzeichnet; erstmals 2000 verliehen

## Gründung
Das Gründungsmanifest der IABSE wurde am 29. Oktober 1929 – zufällig also exakt am später als Schwarzer Dienstag bekannt gewordenen Tag, an dem in den USA die Weltwirtschaftskrise begann – von über 600 Ingenieuren aus 31 Ländern in Wien beschlossen. Bereits 1926 hatte die Eidgenössische Technische Hochschule in Zürich (Schweiz) eine erste Zusammenkunft von über 200 Tragwerksplanern aus 16 Ländern Europas organisiert, deren Initiator Arthur Rohn später zum ersten Präsidenten der IABSE gewählt wurde.

## Organisation
Die Organisation hat heute ihren Hauptsitz bei der ETH Zürich. Ihr gehören rund 3900 Mitgliedern in 100 Ländern an, die in 48 nationalen Gruppen organisiert sind (Stand 2010). Diese organisieren ihre Tätigkeit auf nationaler Ebene selbstständig und von Land zu Land unterschiedlich. Für die inhaltliche Arbeit auf der internationalen Ebene der IABSE existieren mehrere – zum Teil nur temporäre – technische Komitees, deren Arbeitsergebnisse in Veröffentlichungen oder auf Konferenzen vorgestellt werden. Weitere nichttechnische Komitees dienen der organisatorischen Arbeit.
Präsidenten:
- 1929–1938: Arthur Rohn, Schweiz
- 1938–1951: Charles Andreae, Schweiz
- 1951–1966: Fritz Stüssi, Schweiz
- 1966–1977: Maurice Cosandey, Schweiz
- 1977–1985: Bruno Thürlimann, Schweiz
- 1985–1993: Hans von Gunten, Schweiz
- 1993–1997: John M. Hanson, USA
- 1997–2001: Klaus H. Ostenfeld, Dänemark
- 2001–2004: Manabu Ito, Japan
- 2004–2007: Manfred A. Hirt, Schweiz
- 2007–2010: Jacques Combault, France
- 2010–2013: Predrag Popovic, USA
- 2013–2016: David Nethercot, UK
- seit 2016: Fernando Branco, Portugal

### IABSE-Stiftung
Die IABSE Foundation for the Advancement of Structural Engineering (IABSE-Stiftung zur Förderung des Konstruktiven Ingenieurbaus) ist eine 1993 gegründete gemeinnützige und steuerbefreite Stiftung nach dem Recht des Kantons Zürich. Ihre Ziele sind die Förderung des Austausches zwischen Theorie und Praxis, zwischen Forschung und Lehre, zwischen Entscheidern und der Öffentlichkeit sowie der Technologietransfer an Entwicklungsländer. Die Stiftung verleiht seit 1998 die Anton Tedesko Medal parallel an einen arrivierten Ingenieur für seine Lebensleistung und an eine fähige Nachwuchskraft als – mit 25'000 Schweizer Franken dotiertes – Fortbildungsstipendium bei renommierten Unternehmen im Ausland.
Dieser Preis wird in einem Interval von 3–5 Jahren an einen herausragenden Ingenieur vergeben.

### Liaison Committee
Die IABSE ist Mitglied im Liaison Committee of International Associations of Civil Engineering. Dieses fungiert als Verbindungsbüro der Führungsebenen internationaler Organisationen des Bauingenieurwesens. Weitere Mitglieder sind:
- CIB: International Council for Research and Innovation in Building and Construction
- ECCS: European Convention for Constructional Steelwork
- fib: International Federation for Structural Concrete
- IASS: International Association for Shell and Spatial Structures
- RILEM: International Union of Laboratories and Experts in Construction Materials, Systems and Structures

### Deutschland
Vorsitzende der deutschen IABSE-Gruppe ist derzeit Ulrike Kuhlmann vom Institut für Konstruktion und Entwurf I der Universität Stuttgart.

### Schweiz
Die IVBH Schweizer Gruppe (in den französischsprachigen Gebieten des Landes Association Internationale des Ponts et Charpentes) hat derzeit über 500 Mitglieder, vorwiegend Bauingenieure. Sie hält engen Kontakt mit der Fachgruppe für Brücken- und Hochbau des Schweizerischen Ingenieur- und Architektenvereins. Präsident ist derzeit Daia Zwicky von der Ecole d’Ingénieurs et d’Architectes de Fribourg.

### Österreich
Die österreichische Gruppe der IABSE hat ihr Sekretariat beim Institut für Materialprüfung und Baustofftechnologie der TU Graz und wird geleitet von Peter Maydl.